# 德吕雅克
德吕雅克（法語：Drugeac，法語發音：[dʁyʒak]）是法国康塔尔省的一个市镇，位于该省西北部，属于莫里亚克区。

## 地理
德吕雅克（45°9'59"N, 2°23'10"E）面积18.24 平方千米，位于法国奥弗涅-罗讷-阿尔卑斯大区康塔爾省，该省份为法国中南部省份，位于法國中央高原中心，北起科雷兹省、上盧瓦爾省和多姆山省，西接洛特省和科雷兹省，南至阿韦龙省和洛特省，东临上盧瓦爾省和洛泽尔省。
与德吕雅克接壤的市镇（或旧市镇、城区）包括：阿利、圣博内德萨莱尔、圣厄拉利、圣马丹瓦尔默鲁、萨兰、勒维让。

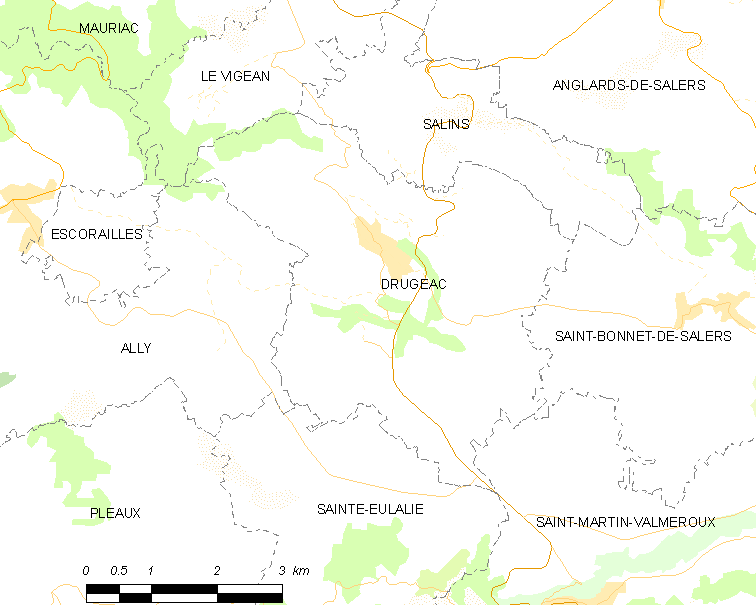
德吕雅克的OSM定位图

德吕雅克的时区为UTC+01:00、UTC+02:00（夏令时）。

## 行政
德吕雅克的邮政编码为15140，INSEE市镇编码为15063。

## 政治
德吕雅克所属的省级选区为莫里亚克县。

## 人口

1962-2008年间德吕雅克人口变化图示

德吕雅克于2022年1月1日时的人口数量为323人。